# Chilenius tabulifrons
Chilenius tabulifrons är en skalbaggsart som beskrevs av Pierre Lesne 1935. Chilenius tabulifrons ingår i släktet Chilenius och familjen kapuschongbaggar. Inga underarter finns listade i Catalogue of Life.